# 米本聡
米本 聡（よねもと さとし、1978年12月4日 - ）は、東京都出身の元プロバスケットボール選手である。ポジションはポイントガード。177cm、76kg。

## 来歴
7歳の時にバスケットボールを始める。成蹊中学校、慶應義塾高校、大学を経て2001年、三菱電機メルコドルフィンズに入団。
2004年に一度引退するが、2006年にbjリーグのトライアウトを受験。ドラフト3巡目の指名で、三菱時代の恩師福島雅人が指揮を執る富山グラウジーズに入団した。
2009年、福島のHC就任により埼玉ブロンコスに移籍。2010年オフ、埼玉ブロンコスブースター感謝祭で現役引退を発表した。